# Un long retour au bercail
Pour les articles homonymes, voir Long Way Home.
 (août 2010).
Un long retour au bercail (The Long Way Home) est le premier arc de la série de comic book Buffy contre les Vampires, Saison huit basée sur la série télévisée du même nom, et écrit par son créateur Joss Whedon.
Les quatre numéros composant l'arc sont sortis entre le 14 mars 2007 et le 6 juin 2007. L'édition rassemblant tous les numéros est sortie le 14 novembre 2007.

## Résumé

### Partie 1
Buffy mène un peloton de tueuses dans l'intrusion d'une grande église délabrée, protégée par un champ de force. Elle indique qu'il y a au moins 1 800 tueuses actives, dont 500 qui fonctionnent avec elle, réparties en dix équipes, dont deux qui se font passer pour elle. L'une est à Rome et sort avec l'Immortel, l'autre est sous terre et son histoire est racontée dans le one shot The Chain.
Buffy travaille avec Alex, qui gère le quartier général des tueuses en Écosse avec une équipe d’informaticiens, psychiques et mystiques. Buffy et son équipe trouvent trois démons entourés de trois morts.
Après avoir tué les démons, les tueuses étudient leurs corps. Chacun a un symbole sur sa poitrine et Buffy trouve des armes automatiques, ce qui lui fait dire que ces hommes venaient combattre. Buffy demande à Alex d’envoyer une copie du symbole à Giles.
À Sunnydale, le Général Voll de l'armée des États-Unis examine le cratère causé par l'effondrement de la bouche de l’Enfer. Il voit les tueuses comme une menace pour le gouvernement des États-Unis, comparant leurs équipes à des cellules terroristes. Une expédition gouvernementale est menée soixante pieds sous terre à Sunnydale. La liaison est coupée lorsqu'un scientifique rencontre quelque chose.
De retour en Écosse, Buffy et Alex essayent de comprendre la signification du symbole. Alex appelle ça « un froncement de sourcils à l’envers », tandis que Buffy trouve que c’est « un magnifique coucher de soleil ». Alex dit à Buffy qu'elle doit parler à Dawn. Réticente, elle rend visite à sa sœur, maintenant devenue géante et vivant dans le sous-sol du quartier général. Buffy croit que son changement de taille a été provoqué par la perte de sa virginité avec son ex-petit ami, Kenny, qui était un "Thricewise". Dawn ne divulguera rien à Buffy : elle préfère parler à Willow lorsqu’elle reviendra.
Dans un bâtiment gouvernemental, le Général Voll découvre une créature capturée à Sunnydale (le « petit ami » de celui qui a attaqué l’explorateur) qu'il rencontre avec dégoût. Le Général Voll est informé des premiers mots de l’attaquant dits au scientifique : « Je vais vous aider à la tuer ». En échange de son aide, elle demande un accès à toutes leurs ressources magiques et un laboratoire d’armements pour son « petit ami ». S'ils réussissent à éliminer Buffy, elle veut une libération avec immunité totale pour eux deux, et des quantités abondantes de fromage. Les questions du Général Voll sur son identité nous apprennent qu’il s’agit d’Amy Madison.

### Partie 2
En Italie méridionale, Andrew est à l’extérieur avec un groupe de tueuses ; il est censé leur enseigner les stratégies et les techniques de combat. Cependant, il est en train de discourir au sujet de Lando Calrissian, et comment il croit que les Ewoks étaient capables de vaincre l’Empire galactique. Il revient à son sujet lorsqu’une tueuse lui demande pourquoi ils utilisent des « machins médiévaux » comme armes au lieu d'armes à feu. Andrew répète le petit discours que Buffy a souvent dit pendant des années : « une tueuse n’utilise jamais d'arme à feu ». Puis, il continue avec un cours sur les coups de tête.
De retour en Écosse, Dawn prend un bain dans un loch, tandis qu’Alex lui parle de ses problèmes avec Buffy. Dawn admet qu'elle pense que Buffy la déteste, et exprime de la jalousie sur le fait que Buffy ait « ses sœurs tueuses améliorées ». Alex demande alors à Dawn si elle s’est volontairement rendue géante. Dawn l'éclabousse avec une vague considérable d'eau.
Aux États-Unis, le Général Voll et son assistant discutent du plan d'Amy pour tuer Buffy. Voll se plaint qu'ils ne puissent pas utiliser une arme nucléaire pour détruire la base des opérations de Buffy. Son assistant répond qu’ils seraient sûrement repérés. Voll indique qu'« il n’y a aucun problème assez gros pour être explosé ». Ils disent que si Amy échoue, ils enverront son petit ami faire le travail. Après ça, Voll va dormir dans ses quartiers privés, et lorsqu’il retire son haut, on voit qu’il a le même symbole gravé sur la poitrine que les victimes de l’église.
En attendant, Alex parle à Buffy de sa discussion avec Dawn, y compris son opinion que Dawn s'est rendue géante volontairement. Buffy trouve ça trop littéral[pas clair]. Buffy demande à Alex de venir avec elle au lit. Alex lui dit que c’est une bêtise, mais Buffy promet d’être douce. Ils entrent dans la chambre de Buffy et lorsque Buffy embrasse Alex, la tête d’Alex se détache de son corps et tombe. Après ça, Buffy se fait aspirer par la fenêtre, disant qu’elle a peur du noir. Elle traverse le mur du château et lorsqu’elle manque de s’écraser sur le sol, elle fait le vœu de ne pas tomber. A ce moment, un démon géant lui empoigne les mains et les pieds de ses griffes. Buffy dit qu'elle connaît le démon, avant que le démon ne la brûle vivante avec son souffle du feu.
L’image suivante nous indique que tout cela est un rêve créé par Amy, qui se tient au-dessus de Buffy endormie, prête à la poignarder. Alex et quatre tueuses enfoncent la porte pour entrer, et Amy poignarde immédiatement Buffy avant qu’Alex ne lui tire dans l'épaule avec son arbalète. Alex prend le poignard, qui a été complètement détruit par un charme de protection qu'ils avaient précédemment placé sur Buffy. Amy précise que Buffy dormira jusqu'à ce qu’elle reçoive le baiser d’un amour véritable, seul moyen de lever le sort.
Renée et une autre tueuse veillent sur le toit du château et ont une brève discussion à propos des sentiments de Renée envers Alex. L’autre tueuse révéla que Renee eut soudain plusieurs passe-temps communs avec Alex, ce qui inclut les comic books, James Bond, la plaque de plâtre des murs et un bénévolat. Avant que Renee ne puisse répondre, elles entendirent un bruit de griffure qui s’avérait être une armée de zombies qui grimpait le mur.
Alex essaie toujours de trouver un moyen de réveiller Buffy avec Amy lorsqu’une des tueuses lui indique que des zombies envoyés par Amy attaquent. Alex envoie alors trois tueuses pour les combattre. Une tueuse demande quoi faire d’Amy, Alex répond qu’elle était coincée par leur sécurité. Il demande aussi de la faire surveiller et de mettre des sorciers sur cette histoire d’« amour véritable ». Amy clarifie que la personne qui réveillera Buffy ne pourra pas être un ami, mais uniquement quelqu’un qui l’aime vraiment. Elle se moque d’Alex en lui demandant s'il voulait tenter sa chance.
Pendant que les Tueuses mènent une guerre contre les zombies (au moins deux sont mortes ou sévèrement blessées, y compris Renee, poignardée avec sa propre épée), Buffy continue son rêve, demandant intérieurement qu’ils s’arrêtent. Elle dit que ça lui fait trop mal. C'est au moment où une personne avec une veste en cuir et une chemise rouge dont le visage reste caché, lui apparaît, offrant sa main et lui disant qu'il a beaucoup de choses à lui montrer, l'appelant « mon amour ».
Satsu informe Alex qu’elles commencent à perdre la bataille face aux zombies, Amy s’assit sur la fenêtre entrouverte de Buffy pour examiner le carnage. Elle prétend à haute voix tout en tentant de sauter par la fenêtre qu’aucune tueuse ne peut plus la vaincre. Willow apparaît, flottant dans les airs, et rétorque « Comme un ami à moi m'avait dit. Ça, ça reste encore à prouver ».

### Partie 3
La personne en veste en cuir et en chemise rouge est révélée comme étant Ethan Rayne. Il indique qu'ils sont emprisonnés dans l'inconscient de Buffy, un sommeil mystique où n’importe quel rêve d’une personne peut être vu. Ethan invite Buffy à s'échapper. Ainsi, elle pourra aider dans la bataille qui fait rage dehors.

### Partie 4
Willow se fait donc torturer par Warren, qui a été ramené à la vie par Amy juste après que Willow l'ait tué. Dawn s'inquiète beaucoup pour Willow, qui est comme une mère pour elle. Alex explique à Buffy que quand leurs sorcières auront réussi à ouvrir le portail pour sauver Willow, seules deux personnes pourront passer.
Buffy décide que ce sera Satsu, une tueuse asiatique, qui l'accompagnera. Les autres tueuses sont jalouses que Satsu ait été choisie. Buffy se prépare à l'assaut, elle prend sa hache de la tueuse et se prépare à l'affrontement. Il ne lui manque qu'une chose, du rouge à lèvres, et elle emprunte celui de Satsu, qui est à la cannelle - la cannelle, qui est le goût qu'elle a senti sur ses lèvres quand elle a été réveillée par le baiser de l'amour véritable...
Willow est en train de se faire lobotomiser par Warren et trouve refuge dans un autre plan d'existence, auprès d'entités mystiques. Le portail s'ouvre enfin, mais de l'autre côté, les militaires se sont préparés et utilisent un canon à énergie pour détruire Buffy à travers l'ouverture. Heureusement, les tueuses ont tout prévu et un miroir renvoie le rayon d'énergie à son expéditeur et fait de gros dégâts dans la base militaire. Buffy et Satsu traversent le passage et font de gros dégâts elles aussi. Buffy se dirige vers la pièce où se fait torturer Willow, mais se trouve confrontée à Amy qui garde l'entrée.
Willow décide d'utiliser son esprit pour venir en aide à son amie. Elle rentre dans son corps pour lui donner de la puissance magique. Buffy fait alors apparaître l'image de Catherine Madison, la mère d'Amy, la seule personne que craint la mauvaise sorcière. Ainsi distraite, Satsu en profite pour lancer une grenade et faire exploser la porte. Amy se téléporte avec Warren et Buffy libère Willow, qui s'est déjà guéri de ses blessures infligés par Warren.
Buffy découvre alors une porte avec le chiffre 30, soit triple X en romain... Ce qu'elle avait vu dans son rêve avec Ethan. Elle défonce la porte pour y découvrir Ethan Rayne, fraîchement tué d'une balle dans la tête par le général Voll, qui s'apprête à tuer Buffy, qui heureusement est plus rapide. Après l'avoir maîtrisé, Buffy découvre sur son torse la marque du coucher de soleil. Le général explique que les tueuses seront pourchassées, car elles ne font pas partie de la race humaine, et qu'il a peur qu'elles dirigent le monde.
Buffy réalise ce qu'elle va devoir affronter et acquiesce.